# Le Fils des steppes
Le Fils des steppes est un livre-jeu écrit par Bruno Faidutti en 1987, et édité par Presses pocket dans la collection Histoires à jouer : Les livres à remonter le temps, dont c'est le douzième tome.